# Allium vineale
Allium vineale, és una espècie d'all silvestre i és una planta perenne. És oriünda d'Europa, nord d'Àfrica i oest d'Àsia. Es troba a tots els Països Catalans però al País Valencià només a l'Alcalatén, i no es troba a Eivissa ni Formentera. Com moltes altres espècies d'Allium espontànies rep diversos noms vernacles en català sense valor taxonòmic. Entre ells segons el lloc all bord, all de bruixa, all de colobres, all de les bruixes, all de les vinyes, all de vinya, allassa i alls de serp. També s'ha recollit la variant lingüística all de culebra.
Aquesta espècie ha estat introduïda a Austràlia i Amèrica del Nord, on ha esdevingut una espècie invasora.

## Morfologia
Té una sola bràctea, que és caduca, sovint de 3-4 cm; inflorescència sovint amb bulbils; flors blanquinoses, rarament rosàcies o violàcies. Els bulbils que acompanyen el bulb subterrani, que fa 1-2 cm de diàmetre, són subsèssils o curtament pedicel·lats. La planta fa de 30 a 110 cm d'alt i floreix de juny a juliol. Totes les parts de la planta desprenen una forta olor d'all.

## Usos i problemes
Allium vineale ha estat suggerit com un substitut de l'all, però té un regust desagradable comparat amb el de l'all. En els animals que pasturen en llocs on troben alls de colobra, aquests donen un gust d'all a la llet i la carn, i es considera una mala herba nociva en camps de cereals. L'all de vinya és resistent als herbicides per l'estructura vertical cerosa i llisa de les fulles, on els herbicides no s'enganxen bé.